# ローズポーク

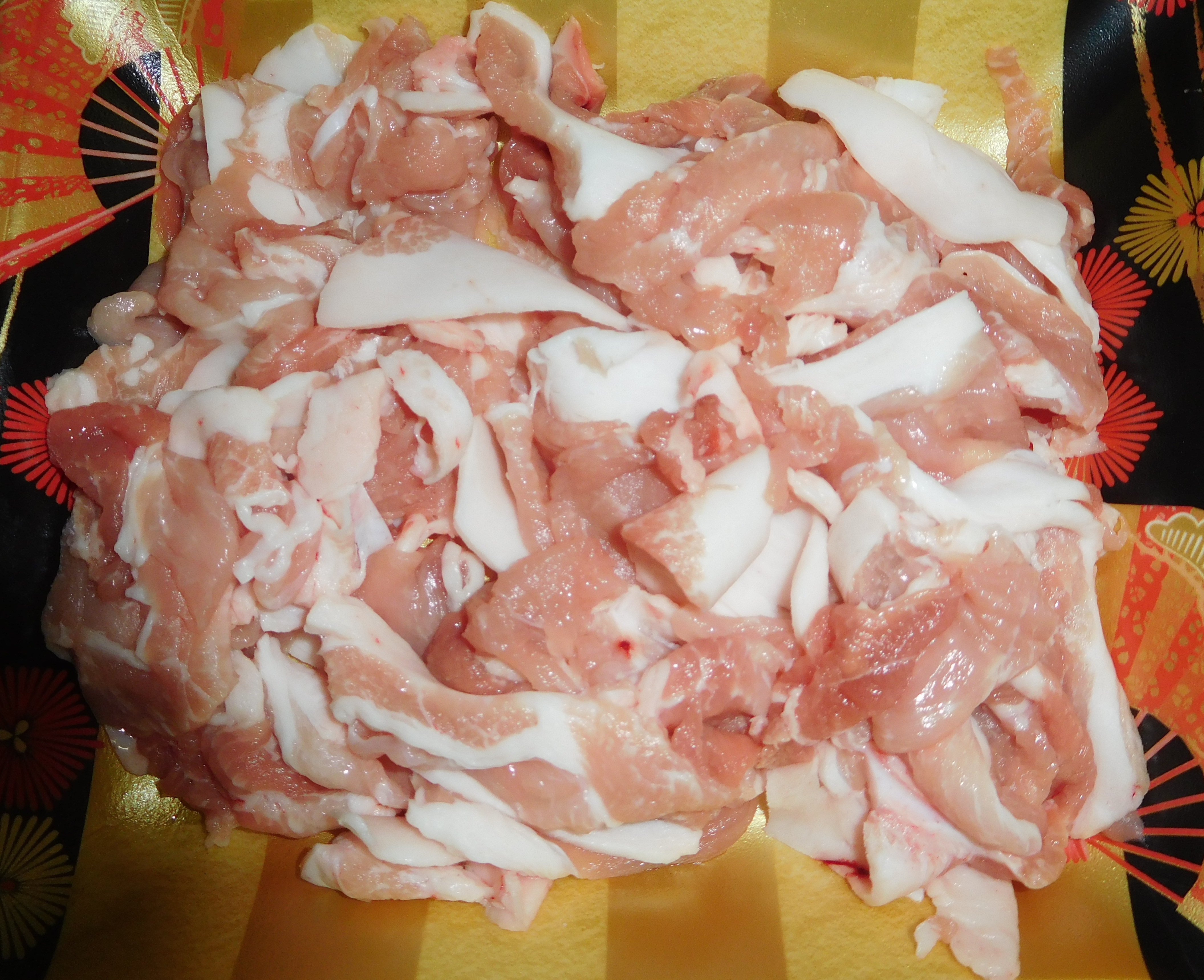
ローズポーク

ローズポーク（英語: Rose Pork）は、茨城県の銘柄豚。3種類の系統豚を交配した雑種豚で、指定された生産者と販売者のみが取り扱うことを許されている。ローズポークの名称は、茨城県養豚試験場が開発した系統豚「ローズ」を基にしていることに由来し、系統豚「ローズ」の由来は茨城県花のバラである。またバラの花の色のように鮮やかな肉になってほしいという願いも込められている。
常陸牛・奥久慈しゃもと並ぶ「茨城3大ブランド肉」の1つである。

## 特徴
茨城県が開発したランドレース種のブタ「ローズL」および大ヨークシャー種の「ローズW」を掛け合わせたF1雑種を母豚、デュロック種の「サクラ201」を種豚として農家が交配させて生産・肥育するブタである。すなわち三元豚である。その中でもローズポークを名乗ることができるのは、上物か中物に格付けされた豚肉のみである。このため、茨城県から出荷される豚肉の中でローズポークの名で流通しているのは全体の3%に過ぎない。交配に用いる豚はすべて系統豚であり、斉一性・再現性の高い豚肉が継続生産でき、ブランド化につながっている。生産農家と農家が与える飼料は限定されており、それにより食の安全を担保している。
3種類の系統豚を掛け合わせることで、ランドレース種の持つ繁殖力の高さとデュロック種の持つ肉質の良さを兼ね揃えたブタになる。1977年（昭和52年）5月に茨城県銘柄豚確立対策委員会が発表した「茨城のブランド豚肉『ローズポーク』作出の提言」によると、ローズポークの目標とする品質は次の通りである。
1. 肉質はきめ細やかでしまりが良く、保水性と光沢があること。
2. 脂肪は白くしまりが良く、粘りがあること。
3. 食味は風味があり、柔らかく歯ざわりが良いこと。

2015年（平成27年）刊行の『肉食文化百科』では、肉質は弾力がありきめ細かく、赤肉はしまりがあり、脂肪は光沢と甘みがあり柔らかいと紹介されている。2002年（平成14年）には全国銘柄食肉コンテストにて優秀な銘柄豚と認められた。
茨城県内の農業協同組合（JA）グループでは、これまでに何度も県内のスポーツ団体にローズポークを贈っている。例えば1996年（平成8年）に鹿島アントラーズが優勝した際には、ローズポーク20 kgとコシヒカリ、鶏卵を贈呈した。特に高校野球（選抜高等学校野球大会・全国高等学校野球選手権大会）の茨城県代表校へは代表校所在地を管轄するJAと全国農業協同組合連合会茨城県本部（JA全農いばらき、以前はJA茨城経済連）が合同でローズポーク1頭分を贈るのが慣例化している。

## 歴史
茨城県は大消費地の東京に近く、ブタの飼料に使っていたサツマイモの産地でもあったという地の利を生かして第二次世界大戦終結以降、養豚が盛んとなった。1957年（昭和32年）にブタの粗生産額で日本一となるとその座を維持し続けてきたが、子豚の県内自給率は67%と低水準で、残りは東北地方などから仕入れていた。また豚の飼養頭数は漸増傾向ながら日本の豚肉需要の成長率は鈍化傾向にあるという状態であった。そこで茨城県では、肉豚の自給率向上と品質向上を目標に掲げた。
茨城県養豚試験場は1970年（昭和45年）6月から系統豚の開発に乗り出し、1978年（昭和53年）12月にランドレース種の系統豚「ローズ」を完成させた。完成した「ローズ」は翌1979年（昭和54年）から茨城県内を中心に農家へ配布を開始した。個々の農家でも1972年（昭和47年）に那珂町（現在の那珂市）で第7回全日本豚共進会が開かれたのを契機に高品質豚育成への関心が高まっていた時期であった。1982年（昭和57年）、JA全農いばらきに事務局を置く茨城県銘柄豚振興会はローズポーク事業を開始した。開始当初は茨城県内4つのJAで実証実験としてローズ系F1母豚を年間約700頭生産した。この頃は系統豚がまだランドレース種の「ローズ」しかなかったため、ローズと大ヨークシャー種を掛け合わせてF1母豚とし、デュロック種のオスと掛け合わせていた。これでも枝肉の斉一性・再現性が高まったため、ブランド化を推進できるようになったが、その後、茨城県は大ヨークシャー種の系統豚「ローズW-1」を1987年（昭和62年）2月に開発完了したため、ローズとローズW-1を掛け合わせたものを母豚とすることになり、種豚のデュロック種には日本国が開発した「サクラ201」を使うことに決定し、より安定性の高いローズポークの生産が実現することとなったのである。ローズW-1導入直前のローズポークの生産量は年間約26,000頭、販売指定店は125店舗で、多くはAコープであった。
1988年（昭和63年）にはローズが血縁的に近くなり、良質豚の出産歩留まりが低下したため、茨城県養豚試験場が新たな系統豚の育成に着手した。同年、JA茨城経済連は水戸市と勝田市（現在のひたちなか市）の学校給食にローズポークを導入する試験を実施し、家庭需要の喚起を図った。1988年（昭和63年）度のローズポーク生産農家は84戸、出荷頭数は39,671頭であった。続いて1990年（平成2年）には経済連が贈答品向けに初めてローズポークの加工品販売に取り組み、ロースハム、ボンレスハム、ベーコン、フランクフルトの4品目を展開した。1999年（平成11年）にはレトルトカレーの「ローズポークカレー」を投入した。
2002年（平成14年）までは、ローズポークを名乗れるのは上物の格付けを受けた豚肉のみであったが、生産量が伸び悩んだため、中物でもローズポークと称することができるように規則を改正した。この頃には生産農家は35戸に減少し、出荷頭数は3万頭であり、茨城県のブタ飼養頭数も日本国内3位と順位を落とした。2003年（平成15年）にはローズポーク生産農家の1軒であった筑波ハム（つくば市）がローズポークの赤身の脂肪含有率の個体差をなくせないかと畜産草地研究所に持ち掛け、独自の銘柄豚「つくば豚」を開発し、2010年（平成22年）10月よりハム、ベーコン、ソーセージに加工して本格販売を開始した。
2012年（平成24年）度は36戸が35,888頭を生産した。2013年（平成25年）4月5日、過去の銘柄ポーク好感度コンテストで最優秀賞を受賞した銘柄豚10銘柄を集めた「グランドチャンピオン大会」が開かれ、ローズポークは3位に入賞した。2014年（平成26年）3月16日、ベトナムの国家主席・チュオン・タン・サンが茨城県を訪れ、茨城町のポケットファームどきどきでローズポークを試食した。ローズポークを生産できる養豚農家が限られることから、茨城県では2012年（平成24年）より新しい銘柄豚の開発に着手し、2018年（平成30年）8月22日に茨城県養豚組合は新銘柄を「常陸の輝き」とすることを発表した。

## 生産と流通

### 生産・肥育
生産者は茨城県銘柄豚振興会から指定を受けた養豚農家であり、2003年（平成15年）時点で35軒あったが、2017年（平成29年）には29軒に減少している。指定を受けるには、茨城県内で肉豚を200頭以上出荷し、一貫生産を行う必要がある。指定農家は下妻市、古河市、鉾田市、五霞町などにあり、生産者同士で連絡会を結成している。農家は茨城県銘柄豚振興会の仲介で、茨城県系統豚供給センターから親豚となるローズL、ローズW、サクラ201を購入し、各自親豚を交配してローズポークとなる子豚を生産・肥育する。飼料はJA東日本くみあい飼料の販売する生育段階に応じた5種類の飼料を使うことが決められているため、各農家はJA東日本くみあい飼料からこれらのローズポーク専用飼料を購入してブタに与える。この飼料には大麦が多めに配合されており、肉の保水性を高めている。仕上げ段階の飼料の大麦含有率は15%に上る。農家にとってローズポークとなるブタを肥育する方法は、系統豚の掛け合わせ方と与える飼料を遵守する以外は一般の養豚法と大差がなく、取引価格上昇による収益向上と、販路を気にせずに養豚に専念できるという2つの利点がある。飼育期間は、一般の養豚より少し長めの生後190日から200日である。

### 出荷・卸売
出荷の時を迎えたブタは、生産者が直接、あるいはJAが集荷して茨城町・土浦市・下妻市のいずれかの食肉処理場へ運ばれ、食肉処理される。ここで、上物か中物に格付けされた豚肉のみが「ローズポーク」のブランドで流通することが許され、格付けから漏れた豚肉は普通の「茨城県産豚」として流通する。元は上物に限定されていたが、基準が厳しく生産農家の収益向上にならなかったことや生産量の成長が鈍化したため、中物以上に変更された。取引価格は前日の東京・横浜・埼玉市場の平均値に銘柄分を上乗せして決定される。一部の小売業者との間では卸値を固定し、市場動向に左右されない仕組みも導入している。

### 小売・飲食

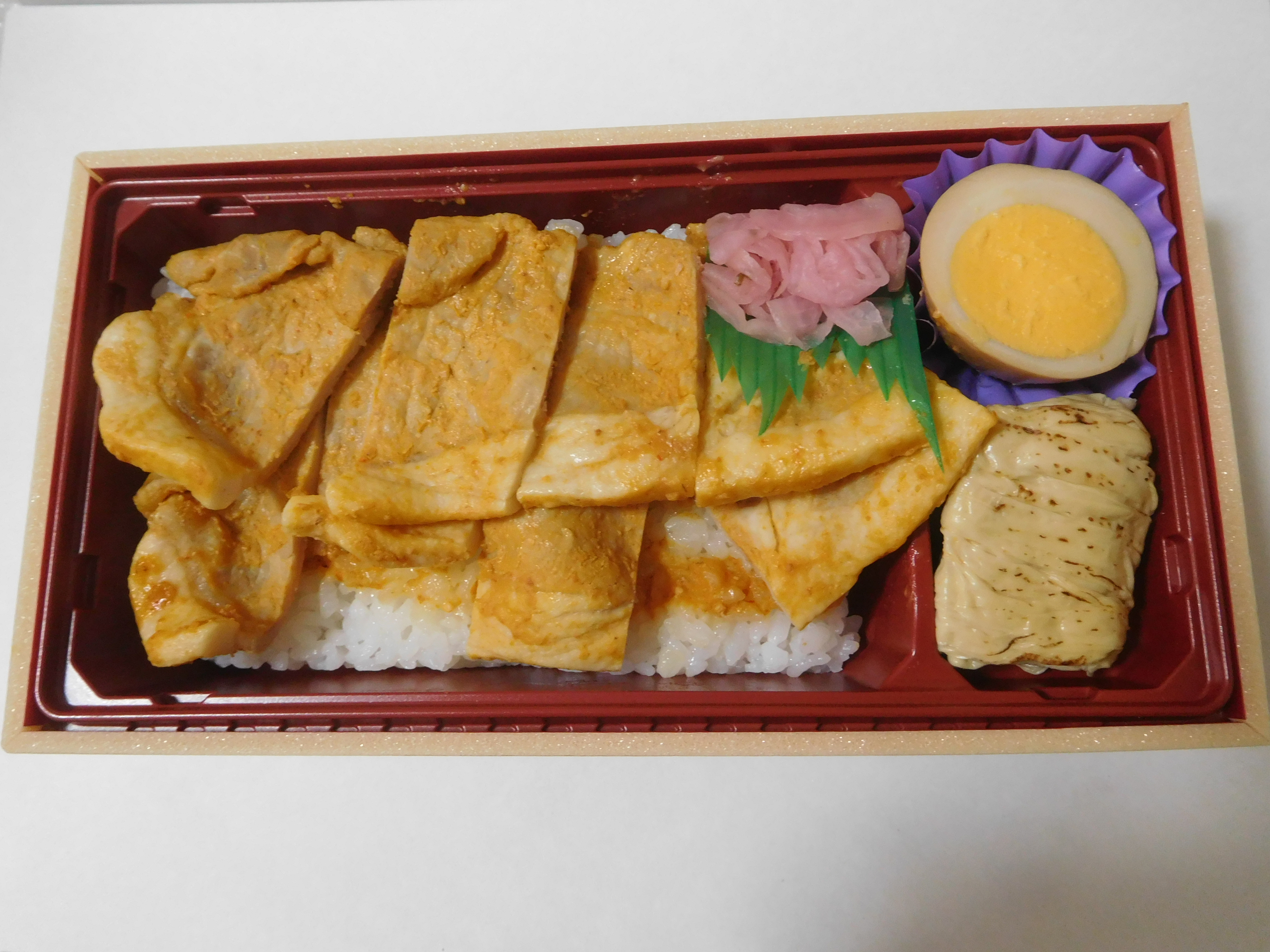
水戸駅の駅弁「ローズポーク 豚べん」

販売者も茨城県銘柄豚振興会から指定を受けた店舗に限られる。指定基準は、ローズポーク販売指定店証を店頭に掲げること、常時ローズポークを店頭で取り扱うこと、年間60頭分以上のローズポークを販売することであり、認定料と毎年の更新料を茨城県銘柄豚振興会に納める必要がある。指定店は枝肉あるいは部分肉の状態でローズポークを入荷し、指定店証を掲げて店頭販売または調理して提供する。なお2002年（平成14年）に茨城県が農林物資の規格化等に関する法律に基づいて実施した表示実態調査では、別銘柄の豚肉をローズポークと偽装表示していた店舗が見つかっている。
2003年（平成15年）現在の取り扱い店舗は84店舗あり、ほとんどは茨城県内の個人経営の精肉店やレストラン、あるいはAコープであるが、埼玉県・千葉県・東京都・神奈川県の各都県にも取扱店がある。販売量ではスーパーマーケットが大きな比重を占めている。販売店の中にはローズポークを他の非銘柄豚と同価格で販売することで、ローズポークの認知度向上や拡販に努めている店舗もある。特に東京都では、東京都食肉事業協同組合目黒支部がローズポーク流通開始前の1978年（昭和53年）から茨城県産豚肉の販売に力を入れており、毎月1 - 2回ほど加盟する精肉店でローズポークの販売を手掛けている。同支部では茨城県での消費者向け加工場見学やローズポークを使った「目黒のカレー」の開発を通してローズポークの拡販にも努め、2007年（平成19年）11月に茨城県から表彰を受けた。
茨城県では五霞町の道の駅ごかでローズポークの肉まん「ローズポークまん」を販売し、守谷市の常磐自動車道守谷SA上り線のフードコート「茨城もりの市場食堂」で、「常陸乃国の玉手箱 もりと海のわっぱ丼」の具の1つとして使われ、筑波山の旅館や売店で、「つくばうどん」の「ば」に当たる具材（ローズポークのばら肉）として使われるなど各地で名物化している。東京都では、銀座にある茨城県のアンテナショップ「IBARAKI sense」などで取り扱っており、同店内のレストランではローズポークなどを使った「ごちそう膳」の注文が多く人気を集めている。
安全で肉質の高い食材を求める学校の増加に伴い、茨城県の小学校や東京都の私立小学校で学校給食にローズポークを採用しているところがあり、献立表に「ローズポーク」と明記している。給食用の加工食品も展開しており、2001年（平成13年）時点でウインナー、もも豚カツ、常陸牛とあいびきにしたメンチカツ、フランクフルトの4種を提供していた。